# Jim Webb (rugby)
Cet article concerne le joueur de rugby à XV et à XIII. Pour l'homme politique américain, voir Jim Webb.

a Compétitions nationales et continentales officielles uniquement.

b Matchs officiels uniquement.
Jim Webb, né le 23 novembre 1882 à Coleford (Angleterre) et mort le 29 janvier 1955 à Upper Soudley (Angleterre), est un joueur international gallois de rugby à XV, évoluant aux postes de pilier, de deuxième ligne ou de troisième ligne aile. Il joue également au rugby à XIII à la fin de sa carrière.

## Biographie
Né à Coleford en Angleterre, Jim Webb dispute son premier test match avec le pays de Galles le 2 février 1907 contre l'Écosse et son dernier également contre l'Écosse le 3 février 1912. Il joue vingt matchs en équipe nationale. Il est invité à jouer trois test matchs avec les Lions britanniques en 1910 en Afrique du Sud.
Pour la saison 1912-1913, il change de code et s'engage avec le club de rugby à XIII de St Helens RFC.

## Palmarès
- Vainqueur du Tournoi britannique en 1908 et 1909 avec l'équipe du pays de Galles.
- Vainqueur de la Triple Couronne en 1908, 1909 et 1911 avec l'équipe du pays de Galles.
- Vainqueur du Tournoi des Cinq Nations en 1911 (Grand Chelem) avec l'équipe du pays de Galles.

## Statistiques en équipe nationale
- 20 sélections pour le pays de Galles.
- 6 points (2 essais)
- Sélections par année : 1 en 1907, 5 en 1908, 4 en 1909, 4 en 1910, 4 en 1911, 2 en 1912.
- Participation à trois Tournois britanniques en 1907, 1908 et 1909.
- Participation à trois Tournois des Cinq Nations en 1910, 1911 et 1912.